# Arcni
Arcni – wieś w Armenii, w prowincji Lorri. W 2011 roku liczyła 239 mieszkańców.